# Грейди (округ, Джорджия)
Гре́йди (англ. Grady County) — округ штата Джорджия, США. Население округа на 2000 год составляло 23659 человек. Административный центр округа — город Кейро.

## История
Округ Грейди основан в 1905 году.

## География
Округ занимает площадь 1186.2 км2.

## Демография
Согласно Бюро переписи населения США, в округе Грейди в 2000 году проживало 23659 человек. Плотность населения составляла 19.9 человек на квадратный километр.